# Microgramma crispata
Microgramma crispata là một loài thực vật có mạch trong họ Polypodiaceae. Loài này được (Fée) R.M. Tryon & A.F. Tryon miêu tả khoa học đầu tiên.